# Igreja orgânica
A Igreja Orgânica, também conhecida por Igreja Simples ou Igreja nos Lares, é um movimento cristão não-denominacional que reinterpreta a prática nas instituições eclesiais (igreja) e busca agrupamentos mais autênticos com menos rigidez e práticas litúrgicas, para resgatar o modelo da Igreja Primitiva. Não pode se confundir com "desigrejado" ou "sem igreja", pois os termos se referem a quem se afastou de qualquer forma de reunião eclesiástica. Também não se referem ao desligamento dos adeptos do cristianismo protestante, mas é um movimento cristão evangélico com uma proposta de reforma da natureza e prática da igreja, podendo se reunir em qualquer lugar com ou sem líderes treinados, liturgia formal, programas ou estruturas.
Os autores Tony e Felicity Dale, fundadores do ministério House2House, defendem a denominação "igreja simples" em seu livro "Simply Church", mas o termo "igreja orgânica" se tornou popular no Brasil com a publicação em 2007 do livro "Igreja Orgânica: Plantando a fé onde a vida acontece" de Neil Cole.

## Origem e influências
Muitos apoiadores do movimento da igreja orgânica justificam o seu modelo utilizando o Novo Testamento, especialmente os Evangelhos, Atos dos Apóstolos e as cartas de Paulo de Tarso. Historicamente falando, encontros simples de cristãos eram a norma do cristianismo primitivo. Entre 100 d.C e 300 d.C, o cristianismo cresceu de 25 mil para 20 milhões de pessoas no Império Romano. Na verdade, grande parte do Novo Testamento foi escrito para as pessoas que se reuniram em casas em igrejas domésticas.
As igrejas domésticas cristãs eram semelhantes às sinagogas, que eram numerosas. Cristãos adotaram esse modelo de baixo custo e fácil de multiplicar e adaptaram ao seu novo contexto cristão. Além disso, a comunhão, também chamada de Ceia do Senhor, era exclusivamente cristã (embora inspirada na páscoa judaica). Uma vez que este não se aplicava aos judeus e não se encaixam nas sinagogas são realizadas em outros lugares e as igrejas domésticas eram o lugar natural para a partilha da comunhão.
No princípio do século XXI o movimento das igrejas orgânicas no Ocidente ressurgiu, sendo que é bastante praticado em outras partes do mundo onde o cristianismo tem sido historicamente perseguido. Na América do Norte e no Reino Unido, em particular, o movimento das igrejas domésticas é frequentemente visto como o desenvolvimento e a extensão lógica da confraria ou o movimento dos irmãos de Plymouth, onde muitos indivíduos e grupos têm adotado novas abordagens para adoração e governança, enquanto outros reconhecem um relacionamento com os anabatistas, quakers, amish, hutterites, menonitas, moravianos e metodistas, assim como com valdenses e priscilianos.
Outro enfoque vê o movimento das igrejas domésticas como um reavivamento da mudança do Espírito Santo no Movimento de Jesus da década de 1970 nos EUA ou da renovação carismática em todo o mundo nos anos sessenta e setenta. Outros a vêem como um retorno ao paradigma restauracionista da igreja neotestamentária e uma restauração do propósito eterno de Deus e a expressão natural de Cristo na terra, exortando os cristãos para mudarem das hierarquias e posições para as práticas descritas e encorajadas nas Escrituras.
A igreja orgânica também foi influenciada pelo movimento missionário, pelas missões no exterior e o crescimento dos movimentos de plantação de igrejas. Os movimentos de plantação de igrejas estão espontaneamente adicionando esforços para a multiplicação de igrejas.

## Valores
Como em todo movimento descentralizado e espontâneo, uma variedade de valores são manifestadas na igreja orgânica. Devido à influência de alguns grupos chaves e ao texto do livro Atos dos Apóstolos 2:42-47, três valores essenciais emergiram em muitos círculos. Paul Kaak (que começou o ministério em uma das maiores e mais sistematizadas mega-igrejas dos Estados Unidos) e Neil Cole originalmente articularam utilizando a sigla DNA. Segundo eles:
- D, de Divina Verdade: a Verdade é a base de tudo.
- N, de Nutrir Relações: relações sadias são o que constituem uma família.  O amor pelo outro deve ser uma busca constante da família de Deus.
- A, de Apóstolos Missionários: apóstolo simplesmente significa "enviado".

Nos Estados Unidos, esses valores foram promovidos por diversos ministérios, como o House2House e o DAWN North America, e adotados por várias organizações, como o MetroSoul de Nova York. No Brasil, a difusão desses valores deve-se à obra de Cole e Wolfgang Simson. Uma das instituições brasileiras mais destacadas desse movimento é a organização sem fins lucrativos Christianitatis, fundada em 4 de julho de 2013, na cidade de Belo Horizonte, Minas Gerais.

## Características
Assim como há valores em comum, as igrejas orgânicas compartilham características bastante próximas. Estudando o fenômeno, o teólogo Wolgang Simson, em seu livro Casas que transformam o mundo, montou a seguinte planilha mostrando as diferenças que há entre as igrejas institucionais e as igrejas orgânicas:
|                        | Igrejas institucionais                                                | Igrejas orgânicas                                                       |
| ---------------------- | --------------------------------------------------------------------- | ----------------------------------------------------------------------- |
| Local                  | Recintos eclesiásticos                                                | Qualquer lugar                                                          |
| Financiamento          | Dízimo, oferta                                                        | Partilha-se o que se possui                                             |
| Estilo de vida         | Individual                                                            | Comunitário                                                             |
| Evangelização          | Campanhas, ações, programas de especialistas eclesiásticos            | "fazer discípulos" naturalmente entre os vizinhos; multiplica-se por si |
| Lema                   | "Tragam mais pessoas para a igreja!"                                  | "Levem a igreja até as pessoas!"                                        |
| Tamanho                | Grupo grande e apessoal                                               | Grupos pequenos com relacionamentos estreitos                           |
| Estilo de ensino       | Estático, centrado na pregação                                        | Dinâmico, estilo de pergunta e resposta                                 |
| Centro                 | O culto na igreja                                                     | A vida cotidiana                                                        |
| Tarefa mais importante | Fazer boas pregações, visitas às casas, oferecer um programa completo | Orientar cristãos a assumirem pessoalmente o serviço pastoral           |
| Palavra-chave          | "Torna-se membro"                                                     | "Ide e faça discípulos"                                                 |
| Serviço                | Caráter de apresentação, impressionar os outros                       | Centrado na formação, confere poder a todos.                            |
| Missão                 | Enviar missionários especiais                                         | Igreja envia a si própria como unidade multiplicável                    |

Atente-se assim à experiência cristã comunitária, feita fora dos espaços considerados sagrados pela maioria das religiões, com tendências anticlericais e que valorizam a rede de solidariedade formada pela comunidade religiosa. O termo corresponde a um grupo de cerca de 8 a 20 cristãos que se reúnem regularmente ou espontaneamente em residências ou locais pouco usuais para reuniões eclesiais tais como bares, cafés e locais públicos. Esses agrupamentos possuem traços distintivos:
1. não há clero estabelecido, todos os fiéis são empoderados, isto é, capazes de participar ativamente no grupo e nas esferas de liderança;
2. durante seus encontros não há condução litúrgica refinada ou profissionalizada, as igrejas orgânicas encorajam a que todos os fiéis participem ativamente sem considerar ninguém como pertencente a uma "classe privilegiada";
3. também são conduzidos por um sistema de liderança descentralizado e livre, criando um sistema de autonomia dos indivíduos para auto gerirem os próprios grupos emancipados.

O trânsito religioso que há - de "igrejas institucionais" para uma "igreja orgânica" - é outra forte marca. Também, em alguns casos, redes de igrejas são estabelecidas nas cidades, "redes apostólicas ou de supervisão".

## Práticas
Em seu livro Cristianismo pagão o autor Frank Viola sinaliza uma série de reformas que as igrejas orgânicas frequentemente defendem:
- A crença de que o clero moderno é um vestígio da religião romana pagã que era ausente da igreja primitiva e que em grande parte está em desacordo com o verdadeiro sacerdócio de todos os crentes. O movimento considera a instituição do clero como estando em desacordo com o que se encontra em textos como Mateus 20, Mateus 23, a Terceira Epístola de João e a mensagem no Apocalipse sobre as obras dos nicolaitas.  A Primeira Epístola aos Coríntios 12-14 apresenta o quadro de uma reunião da igreja onde todos os membros participam ao contrário do serviço religioso moderno que é executado por profissionais como presbíteros e diáconos para uma audiência estática. Em um ambiente em que há liberdade para expressar seus dons tais pessoas podem surgir. Além disso, ser um presbítero ou um diácono não significa que tal pessoa dominará a reunião.  Na Terceira Epístola de João, Diótrefes é repreendido pois queria ser o primeiro e dominar os demais. A igreja simples defende amplamente a ideia de que ser um presbítero ou um diácono não é uma licença para que apenas alguns ministrem e que os demais permanecer passivos.
- Valoriza-se a Ceia do Senhor como sendo a celebração regular e recorrente de uma refeição completa no lugar de um ritual religioso curto. A integração inicial do ritual baseado em casa para a reunião pública em sinagoga reduziu a natureza simbólica do ato para um momento privado, substituindo seu simbolismo de companheirismo e dedicação ao Senhor. Isso foi completado no tempo de Constantino, quando festas do amor foram proibidos. No entanto, esta história em si não desvaloriza a necessidade de um local de reunião maior no estilo sinagoga para oração, ministério da palavra e canto. Adeptos da igreja simples também desfrutam de encontros ocasionais e até mesmo mensais maiores para fazer o mesmo, embora eles enfatizem a eucaristia em uma reunião menor como o ambiente para o crescimento espiritual.
- As igrejas orgânicas tendem a colocar menos ênfase nos edifícios ou lugares de reunião. Neil Cole afirma que "os edifícios, orçamentos e grandes personalidades" tendem mais a conter o cristianismo do que permitir sua expansão.